# Jennifer Angus
Jennifer Angus, née en 1961 à Edmonton, est une artiste, professeure et auteure canadienne.

## Biographie
Jennifer Angus est diplômée d’un Baccalauréat en beaux-arts du Nova Scotia College of Art and Design, et d’un Master des Beaux-Arts de l'École de l'Art Institute of Chicago. Elle est professeure au département d'études de conception à l'Université du Wisconsin. Elle vit et travaille à Madison dans le Wisconsin.

## Carrière artistique
Depuis 1999, Jennifer Angus est connue pour ses installations intégrant un grand nombre d'insectes disposés en motifs ornementaux,. L’artiste anthropomorphise les insectes dans l'espoir de pouvoir changer l'entomophobie des gens, et susciter un intérêt pour le rôle que jouent les insectes dans les écosystèmes. 
En 2005, le Musée du textile du Canada présente A terrible bea, une installation spécialement conçue pour le site impliquant quinze mille insectes organisés en motifs ornementaux similaires à ceux trouvés sur le papier peint et les textiles,. L’exposition remporte le prix de l'exposition 2006 de l'Ontario Association of Art Galleries. 

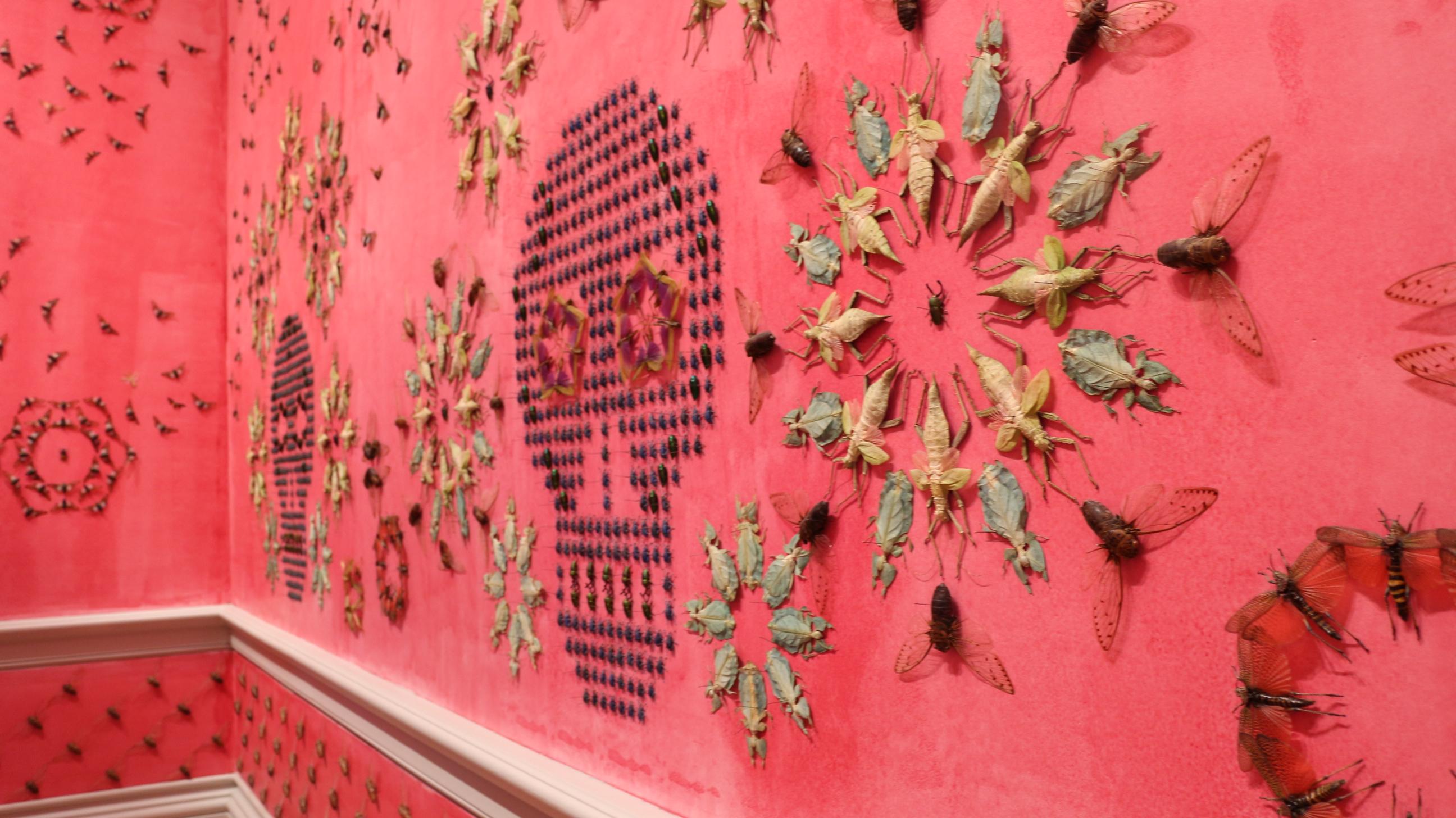
L'installation In the Midnight Garden de Jennifer Angus à la Renwick Gallery, 2016.

En 2008, un court documentaire intitulé Touch of  Weevil - The Work of Jennifer Angus suit une de ses installations à la Tom Thomson Art Gallery,. 
En 2015, Jennifer Angus participe à l'exposition Wonder, qui célèbre la réouverture de la Smithsonian's Renwick Gallery à Washington, avec une installation spécifique au site appelée The Midnight Garden,. L’artiste utilise des insectes récoltés de façon durable, soit près de cinq mille insectes séchés.  
Les œuvres de Jennifer Angus font partie de la collection du Museum of Arts and Design, et de la collection d'art sur fibres d'Idea Exchange.  

## Publications
En 2013, Jennifer Angus est l'auteure du roman fantastique À la recherche de Goliathus Hercules, qui raconte l'histoire sous l'ère victorienne d'un jeune garçon qui découvre qu'il peut parler aux insectes, et part à la recherche d'un insecte géant sur la péninsule malaise,.